# Alicia Koplowitz
Alicia María Koplowitz y Romero de Juseu (Madrid, 12 de septiembre de 1952), es una aristócrata, empresaria y financiera española. Cuando murieron sus padres, su hermana Esther y ella heredaron parte de Construcciones y Contratas, S. A. (Cycsa). De acuerdo con la lista de la revista Forbes, en 2009 fue la cuarta persona más rica de España y en 2011 la  601 de todo el mundo, con más de 2100 millones de euros. En 1998 crea la empresa Omega Capital y actualmente dedica gran parte de su tiempo al mecenazgo y labores humanitarias.

## Primeros años
Las hermanas Koplowitz y Romero de Juseu son las hijas de un empresario polaco de origen judío originario de la Alta Silesia llamado Ernesto Koplowitz Sternberg, que llegó a España para escapar de la dictadura nazi en los años 30 y se instaló definitivamente a principios de los años 40. En 1946, se casó con Esther María Romero de Juseu y Armenteros, vii marquesa de Casa Peñalver, una aristócrata cubana residente en Madrid, que pertenecía a una de las familias nobles más importantes de Cuba, la de Los Peñalver, cuyo linaje se estableció en La Habana en el siglo XVII. Su padre había adquirido una pequeña empresa constructora (Construcciones y Reparaciones) a la que cambió el nombre por Construcciones y Contratas (Cycsa). Cuando murió de un accidente de equitación en 1962, junto con el hermanastro de Alicia y Esther, la empresa ya había experimentado un fuerte crecimiento. La empresa entonces se dividió en cuatro partes iguales entre los cuatro hijos de Ernesto (Ernesto tuvo dos hijos anteriores al matrimonio con Esther Romero de Juseu). Cuando Alicia tenía dieciséis años, murió su madre de cáncer quedando huérfana de padre y madre. Alicia estudió en el Liceo Francés de Madrid y en la Facultad de Bellas Artes de la Universidad Complutense de Madrid.[cita requerida]

## Matrimonio
Interrumpió sus estudios para casarse con Alberto Cortina, hijo del ministro de Asuntos Exteriores Pedro Cortina Mauri. Su hermana Esther se había casado poco antes con Alberto Alcocer, primo del primero. Los primos, conocidos como «los Albertos» entraron en Cycsa y reemplazaron a sus esposas en el consejo de administración de la compañía, del que formaban parte desde el fallecimiento de su padre en 1962. Desde 1962 hasta 1972 Ramón Areces, fundador de El Corte Inglés y amigo de la familia, dirigió y presidió el grupo.[cita requerida]
En 1972, "los Albertos" consiguieron el poder ejecutivo en la compañía, comenzando una etapa de diversificación que llevó a una expansión y crecimiento del grupo. A principios de los años 1990 se vieron obligados a dejar la compañía debido al divorcio con sus esposas causado por sus relaciones extramatrimoniales. Fruto del matrimonio con Alberto Cortina, nacieron tres hijos, Alberto, Pedro y Pelayo.[cita requerida]

## Divorcio
En el acuerdo de divorcio, Esther y Alicia acordaron dar a sus exmaridos el Banco Zaragozano entonces propiedad de Construcciones y Contratas. Tras el divorcio, Alicia y Esther volvieron al consejo de administración de Cycsa, estableciendo un turno rotatorio al frente del poder ejecutivo de la compañía. En marzo de 1992, Cycsa y Focsa (Fomento de Construcciones), otro de los negocios constructores del grupo dirigido por las Koplowitz, del que Cycsa era el máximo accionista, se fusionan, formando FCC (Fomento de Construcciones y Contratas), en aquel momento la empresa más importante del sector en España. En 1998, Alicia Koplowitz decidió abandonar la compañía, de la que era vicepresidenta junto con su hermana. Así, le vendió a su hermana su paquete accionarial en FCC (28,26 %) por una suma de 136 624 millones de pesetas (821,13 millones €).

## Omega Capital y colección de arte
En 1998, Alicia Koplowitz creó la oficina de inversiones Omega Capital y contrató como consejero delegado a Oscar Fanjul (expresidente de Repsol). Alfonso Cortina (hermano mayor de Alberto) que trabajaba en FCC sustituyó a Oscar Fanjul en la presidencia de Repsol en el año 1996.[cita requerida]
Omega Capital también ha invertido en el sector inmobiliario en Estados Unidos y Europa, y cuenta con una cuantiosa colección de arte.[cita requerida]

### Colección de arte

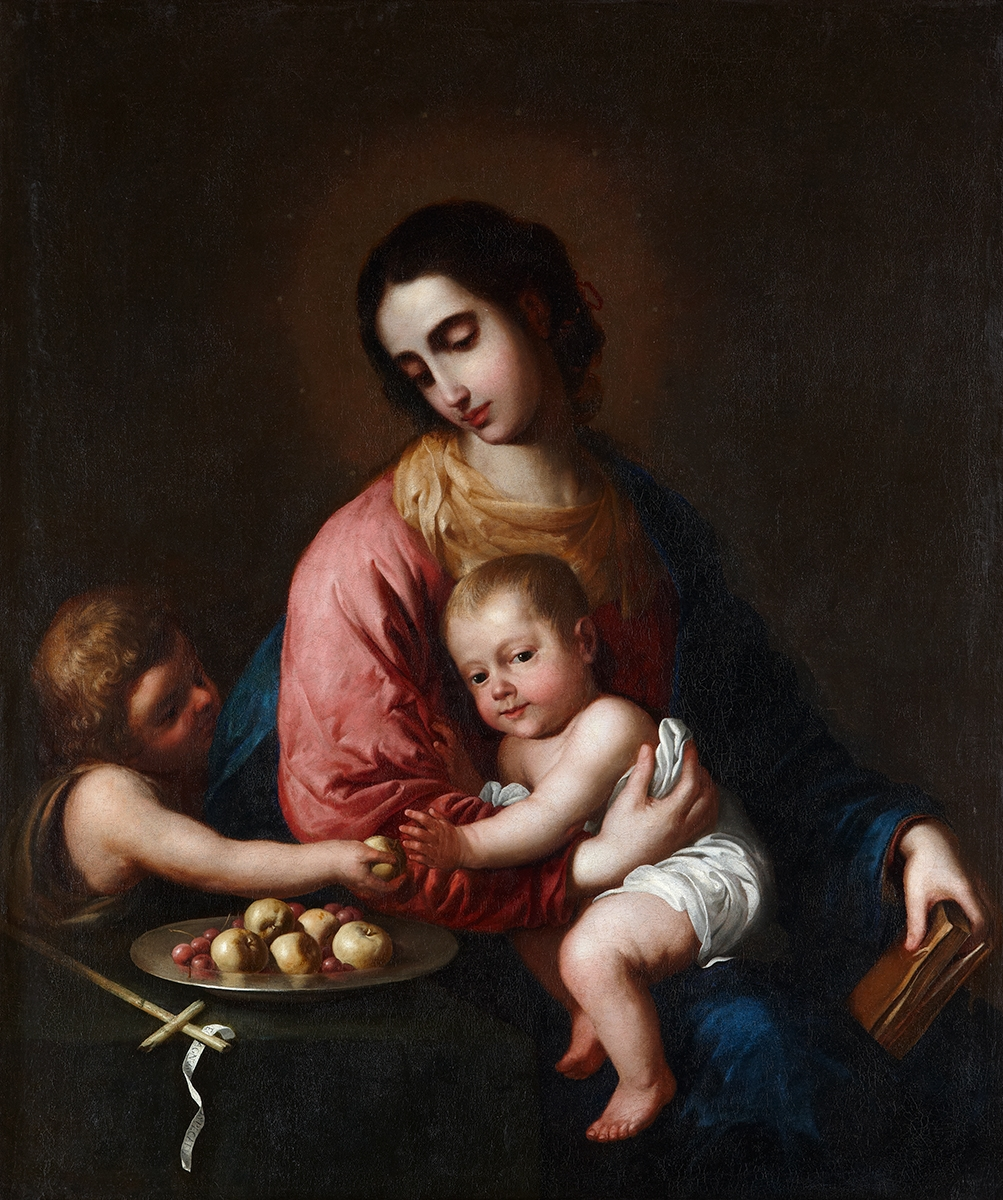
Francisco de Zurbarán, La Virgen con el Niño y san Juanito (c. 1659).

En la primavera de 2017 el Museo Jacquemart-André de París exhibió una selección de 53 pinturas, dibujos y esculturas de maestros antiguos y modernos pertenecientes a la Colección Alicia Koplowitz-Grupo Omega Capital; repertorio que en verano-otoño del mismo año pasó (ampliado hasta 90 obras) por el Museo de Bellas Artes de Bilbao, con gran éxito de público (más de 139.000 visitas). Esta muestra en París y Bilbao supuso el debut de la colección como tal en el circuito museístico; hasta entonces, había prestado sólo obras sueltas y de manera anónima.
La colección arranca con la escultura griega en mármol y llega hasta el arte actual, con nombres ahora tan en boga como Anselm Kiefer y Ai Weiwei. Hay que precisar que son obras en su mayoría de gran formato y empeño, muy cotizadas y en buena parte adquiridas en el mercado internacional.
Entre los primeros autores representados se cuentan los españoles Luis de Morales (La Virgen vestida de gitana), Juan Pantoja de la Cruz, Francisco de Zurbarán (La Virgen con el Niño y san Juanito, c. 1659), Juan de Arellano, Luis Paret (Baile popular ante una taberna, h. 1770-75), Agustín Esteve y Manuel Camarón y Meliá. 
Francisco de Goya está representado con cuatro obras esenciales: Hércules y Ónfala (1784), Asalto a la diligencia (h. 1786-87, de un ciclo encargado por los duques de Osuna), Retrato de la condesa de Haro (h. 1808) y Maja y celestina en el balcón (c. 1810-1812). 

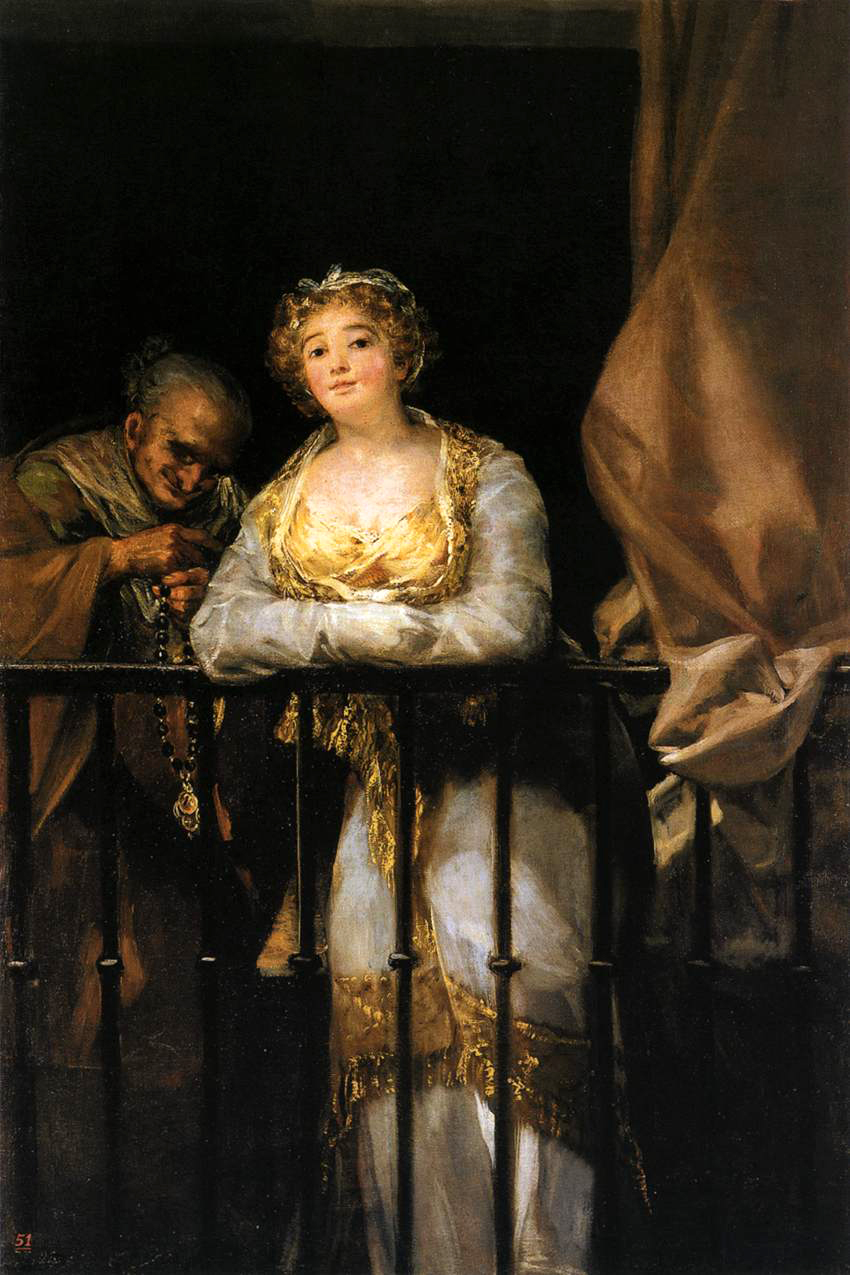
Francisco de Goya, Maja y celestina en el balcón (c. 1810-1812).

Igualmente digna de mención es una estatua de Venus, obra de Juan Adán que ornamentó el abejero del Parque de El Capricho de los duques de Osuna, a las afueras de Madrid. En fecha reciente, Alicia Koplowitz ha donado una réplica de esta escultura para que sea exhibida en su ubicación original.
Otros autores del siglo XVIII son: Giambattista Tiepolo (el dibujo La Sagrada Familia), su hijos Domenico y Lorenzo (dos pasteles sobre tipos madrileños), Giovanni Battista Piazzetta, Canaletto (dos paisajes venecianos de h. 1739-40), Francesco Guardi (dos paisajes), Antonio Joli (dos vistas de las calles Atocha y Alcalá de Madrid, procedentes de la Casa de Alba), Pietro Rotari (cuatro óleos de medias figuras), Louis Leopold Boilly y Hubert Robert (dos grandes acuarelas de ruinas imaginarias).
El siglo XIX tiene una presencia desigual, más bien reducida antes del Impresionismo (Raimundo de Madrazo, Henri Fantin-Latour) pero que se torna espectacular al llegar a finales de la centuria y principios del XX, con pinturas de varios autores hoy míticos: Vincent van Gogh (Jarrón con claveles), Paul Gauguin (Bañistas a orillas del río, 1892), Toulouse-Lautrec (La lectora), Modigliani (el gran retrato La pelirroja con colgante), Kees van Dongen (Mujer con sombrero grande)... El expresionista Egon Schiele se halla presente con dos obras sobre papel: un Desnudo femenino a lápiz y gouache, y la acuarela Mujer con vestido azul (1911).
El grupo de obras de Pablo Picasso es excepcional en el circuito museístico y del coleccionismo español. Incluye dos pinturas representativas de etapas poco o nada presentes en museos públicos del país: un monumental lienzo de su etapa precubista en Gósol (Desnudo de medio cuerpo con cántaro, 1906) y otro del clasicismo de los años 20 (Cabeza y mano de mujer). También son destacables un retrato dibujado en 1900, aún deudor del modernismo de Ramón Casas, y la escultura en chapa recortada Pájaro de 1961.
La colección cuenta con una abultada nómina de autores del siglo XX, tanto españoles como extranjeros. Entre los primeros hay que destacar: Juan Gris (el bodegón Violín y periódico, 1917), Pablo Gargallo (dos bronces, a destacar Homenaje a Marc Chagall), Julio González (la escultura de hierro Dafne y un dibujo preparatorio), Luis Fernández, Antonio López, Manuel Millares, Jorge Oteiza (Caja vacía, 1958), Eduardo Chillida, José María Sicilia, Antoni Tàpies (Paralelas, 1962), Miquel Barceló (dos grandes lienzos), Juan Muñoz...

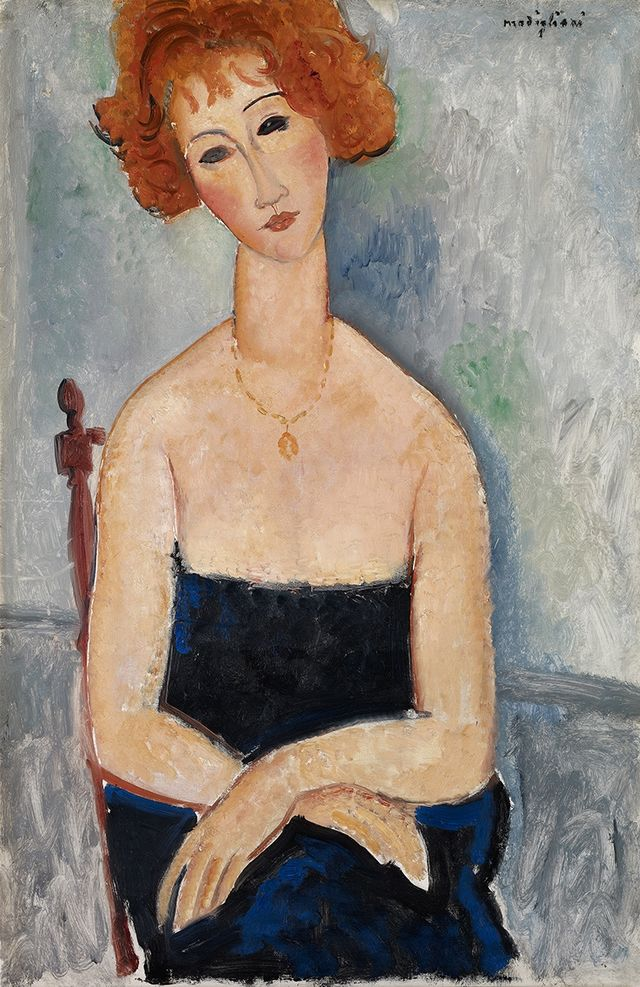
La pelirroja con colgante, óleo de Amedeo Modigliani.

Entre los artistas extranjeros están: Alexander Calder (el móvil Palos de ébano en semicírculo, 1934), Piet Mondrian (Composición II, con rojo, 1926), Nicolas de Staël, Alberto Giacometti (dos bronces y un dibujo), Germaine Richier, Mark Rothko (el gran lienzo Nº 6, 1954), Willem de Kooning (tres grandes pinturas), Lucian Freud (Chica con abrigo de piel, 1967), Francis Bacon (el tríptico Tres estudios para autorretrato, 1980), Lucio Fontana, Andy Warhol (un cotizado Autorretrato en lienzo), Cy Twombly (un lienzo y una escultura), Agnes Martin, Frank Stella, Donald Judd, Blinky Palermo, Louise Bourgeois (Araña III) y Thomas Schütte. De Richard Serra posee una escultura-placa alabeada de acero corten en el jardín de su vivienda en Madrid.

## Filantropía y mecenazgo

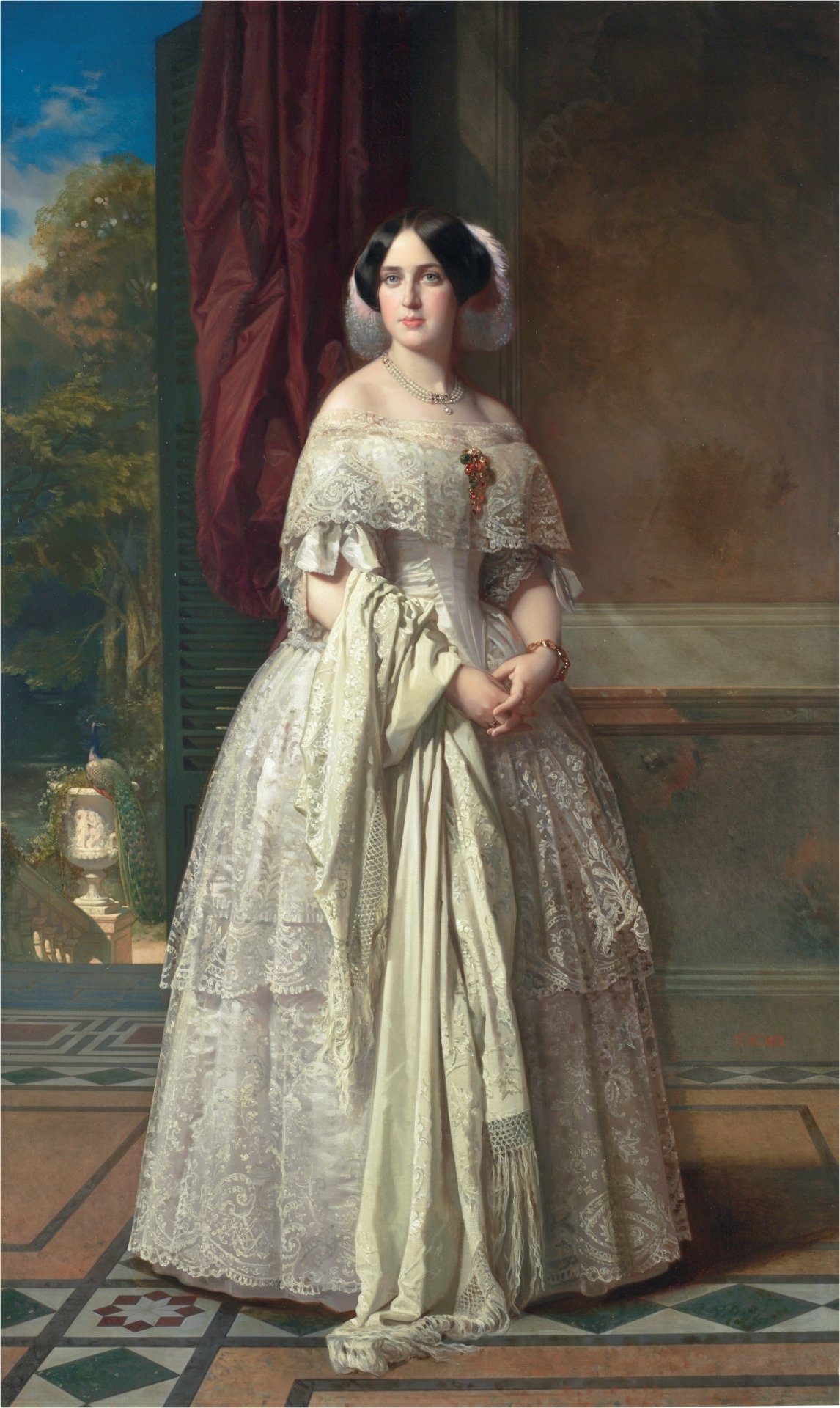
Josefa del Águila Ceballos, luego marquesa de Espeja, retrato de Federico de Madrazo donado en 2018 por Alicia Koplowitz al Museo del Prado.

En 1994 creó la Fundación Vida y Esperanza, dedicada a la atención de niños procedentes de familias con problemas de desestructuración, ancianos, colectivos con discapacidades y personas afectadas de esclerosis múltiple. En 2003 constituyó la fundación que lleva su nombre, cuyo ámbito de actuación es el médico-científico, específicamente la psiquiatría infantojuvenil. En 2005 ambas fundaciones se fusionaron, bajo el nombre de la segunda.
Entre las actuaciones de la Fundación Alicia Koplowitz está la celebración de jornadas científicas y la concesión de becas de formación y de ayudas a proyectos de investigación, además de proyectos especiales, como el Centro de Esclerosis Múltiple de la Comunidad de Madrid "Alicia Koplowitz", construido y donado por la fundación en 2005 al Gobierno de la Comunidad de Madrid, que se responsabiliza de su gestión. También, en 2012, se constituyó la «Cátedra Alicia Koplowitz-Universidad Complutense de Madrid de Psiquiatría Infantil».
Por otro lado, a título personal, colabora con otras instituciones como Factoría Cultural, en Matadero Madrid, y es miembro del Patronato del Museo del Prado, al que en 2018 donó un importante retrato de Federico de Madrazo: Josefa del Águila Ceballos, luego marquesa de Espeja, que adquirió expresamente para regalarlo a la pinacoteca nacional española.
También en 2018, Alicia Koplowitz donó al Museo de Bellas Artes de Bilbao un luneto sobre lienzo pintado por Luis Paret, que forma pareja con otro adquirido por el mismo museo en 1999. Ambos representan una alegoría titulada El Amor triunfa sobre la Guerra.
El 23 de junio de 2019 fue recibida como académica honoraria en la Real Academia de Bellas Artes de San Fernando por su labor de mecenazgo.

## Condecoraciones
Alicia Koplowitz está en posesión de las grandes cruces del Mérito Civil (23 de mayo de 2003) y de Alfonso X el Sabio (3 de noviembre de 2017), fue nombrada Caballero de la Legión de Honor de Francia otorgada en noviembre de 2006 y la Medalla de oro de la Comunidad de Madrid que recibió el 2 de mayo de 2009.
Ha obtenido diferentes galardones por la labor que realiza su Fundación. Cabe destacar el Premio Persona Singular de la Comunidad de Madrid por su trabajo a favor de la infancia que recibió de manos de la presidenta de la Comunidad de Madrid en noviembre de 2007.
Alicia Koplowitz es miembro del Consejo de L’Union Centrale des Arts Décoratifs ”UCAD” de Francia, del patronato de la Universidad Rey Juan Carlos, del Consejo del Peres Center for Peace, vocal del patronato de la Fundación de Apoyo a la Historia del Arte, miembro de honor del Museo Guggenheim, patrono de la Fundación Príncipe de Asturias y patrono del Museo del Prado.
El 7 de mayo de 2013 su Fundación recibe de manos de la Reina Doña Sofía la Medalla de Oro de la Cruz Roja.

## Títulos nobiliarios
Los marquesados temporalmente en posesión de Alicia Koplowitz y su familia, marquesado del Real Socorro y de Bellavista, fueron otorgados en 1770 (por Carlos III) y 1871 (por Amadeo I), respectivamente, a los habaneros José de Veitía y Rentería y Gabriel de Cárdenas y Cárdenas, este último regidor de La Habana durante el reinado de Isabel II. Los títulos fueron reclamados judicialmente, el del Real Socorro, por su madre y el de Bellavista por su tío José Arturo Romero de Juseu y Armenteros, vii marqués de Cárdenas de Montehermoso. Ambos marquesados acabaron en posesión de Alicia, el de Bellavista en 1984, y el del Real Socorro en 1971. El 11 de julio de 2000, Alicia Koplowitz cedió el título de marqués del Real Socorro a su hijo Alberto Cortina y Koplowitz.
Alicia luchó en los tribunales para que su hijo menor, Pelayo, también ostentará una distinción nobiliaria. El condado de San Fernando de Peñalver, otorgado en 1818 por Fernando VII a Juan de Peñalver y Barreto, hijo de Gabriel de Peñalver y Calvo de La Puerta, i marqués de Casa Peñalver, el cual ostenta, desde el 24 de enero de 2007. Pelayo estudió ingeniería industrial y gestión empresarial en la universidad Northwestern University / Kellogg School of Management en Estados Unidos y trabaja en el extranjero.
En 2016, Koplowitz fue demandada por una nonagenaria cubana, María Elena de Cárdenas y González (1919), quien alegaba tener mejor derecho de suceder a Gabriel de Cárdenas y Cárdenas en el marquesado de Bellavista, un título que, desde su rehabilitación por Alfonso XIII en 1919, había sido ostentado por personas con menor derecho que ella. En marzo de 2017, el juzgado de Alcobendas dio la razón a la demandante y reconoció su mejor y preferente derecho sobre Alicia Koplowitz. El 20 de septiembre de 2018, la Audiencia Provincial de Madrid confirmó el fallo. La demandante y Alicia son parientas lejanas. Descienden de Agustín de Cárdenas y Castellón, i marqués de Cárdenas de Montehermoso. Un hijo de este, Miguel de Cárdenas y Santa Crúz, casó con María Josefa de Peñalver y Barreto, hija del i marqués  de Casa Peñalver, y fueron padres del i marqués de Campo Florido (título que ostenta la demandante desde el 3 de febrero de 2020), padre de Gabriel de Cárdenas, i marqués de Bellavista. Esta es la doble vinculación de Alicia con el marqués, ya que su abuela María Josefa Armenteros de Peñalver, fue la vi marquesa de Cárdenas de Montehermoso y la vi marquesa de Casa Peñalver, mientras que la demandante sólo tiene vinculación por la rama Cárdenas. El título de VIII marquesa de Bellavista fue finalmente adjudicado a María Elena de Cárdenas y González.
El 3 de febrero de 2020, su sobrina Alicia Alcocer Koplowitz perdió el marquesado de Campo Florido frente a la demandante, tras una larga batalla judicial que se inició en paralelo a la disputa por el marquesado de Bellavista. No es la única, pues María Elena de Cárdenas también arrebató judicialmente al nieto del presidente cubano Miguel Mariano Gómez el marquesado de Almendares.

## Ancestros
|  | |  |  |  |  |  |  |  |  |  |  |  |  |  |  |  |
|  | Salo Koplowitz                                                                                              |  |  |  |  |  |  |  |  |  |  |  |  |  |  |  |
|  | |  |  |  |  |  |  |  |  |  |  |  |  |  |  |  |
|  | |  |  |  |  |  |  |  |  |  |  |  |  |  |  |  |
|  | Jacob Wilhelm Koplowitz                                                                                     |  |  |  |  |  |  |  |  |  |  |  |  |  |  |  |
|  | |  |  |  |  |  |  |  |  |  |  |  |  |  |  |  |
|  | |  |  |  |  |  |  |  |  |  |  |  |  |  |  |  |
|  | Henriette Tichauer                                                                                          |  |  |  |  |  |  |  |  |  |  |  |  |  |  |  |
|  | |  |  |  |  |  |  |  |  |  |  |  |  |  |  |  |
|  | |  |  |  |  |  |  |  |  |  |  |  |  |  |  |  |
|  | Ernesto Koplowitz Sternberg                                                                                 |  |  |  |  |  |  |  |  |  |  |  |  |  |  |  |
|  | |  |  |  |  |  |  |  |  |  |  |  |  |  |  |  |
|  | |  |  |  |  |  |  |  |  |  |  |  |  |  |  |  |
|  | Clara Sternberg                                                                                             |  |  |  |  |  |  |  |  |  |  |  |  |  |  |  |
|  | |  |  |  |  |  |  |  |  |  |  |  |  |  |  |  |
|  | |  |  |  |  |  |  |  |  |  |  |  |  |  |  |  |
|  | Alicia María Koplowitz y Romero de Juseu                                                                    |  |  |  |  |  |  |  |  |  |  |  |  |  |  |  |
|  | |  |  |  |  |  |  |  |  |  |  |  |  |  |  |  |
|  | |  |  |  |  |  |  |  |  |  |  |  |  |  |  |  |
|  | Julio José Romero de Juseu                                                                                  |  |  |  |  |  |  |  |  |  |  |  |  |  |  |  |
|  | |  |  |  |  |  |  |  |  |  |  |  |  |  |  |  |
|  | |  |  |  |  |  |  |  |  |  |  |  |  |  |  |  |
|  | José de Jesús Romero de Juseu y Lerroux                                                                     |  |  |  |  |  |  |  |  |  |  |  |  |  |  |  |
|  | |  |  |  |  |  |  |  |  |  |  |  |  |  |  |  |
|  | |  |  |  |  |  |  |  |  |  |  |  |  |  |  |  |
|  | Juliana Lerroux y Ballesteros                                                                               |  |  |  |  |  |  |  |  |  |  |  |  |  |  |  |
|  | |  |  |  |  |  |  |  |  |  |  |  |  |  |  |  |
|  | |  |  |  |  |  |  |  |  |  |  |  |  |  |  |  |
|  | Esther María Romero de Juseu y Armenteros, vii marquesa de Casa Peñalver                                    |  |  |  |  |  |  |  |  |  |  |  |  |  |  |  |
|  | |  |  |  |  |  |  |  |  |  |  |  |  |  |  |  |
|  | |  |  |  |  |  |  |  |  |  |  |  |  |  |  |  |
|  | Pedro Armenteros y del Castillo                                                                             |  |  |  |  |  |  |  |  |  |  |  |  |  |  |  |
|  | |  |  |  |  |  |  |  |  |  |  |  |  |  |  |  |
|  | |  |  |  |  |  |  |  |  |  |  |  |  |  |  |  |
|  | Ricardo Adriano Armenteros y Ovando                                                                         |  |  |  |  |  |  |  |  |  |  |  |  |  |  |  |
|  | |  |  |  |  |  |  |  |  |  |  |  |  |  |  |  |
|  | |  |  |  |  |  |  |  |  |  |  |  |  |  |  |  |
|  | Adela Ovando y Duarte                                                                                       |  |  |  |  |  |  |  |  |  |  |  |  |  |  |  |
|  | |  |  |  |  |  |  |  |  |  |  |  |  |  |  |  |
|  | |  |  |  |  |  |  |  |  |  |  |  |  |  |  |  |
|  | María Josefa Armenteros de Peñalver, vi marquesa de Casa Peñalver y vi marquesa de Cárdenas de Montehermoso |  |  |  |  |  |  |  |  |  |  |  |  |  |  |  |
|  | |  |  |  |  |  |  |  |  |  |  |  |  |  |  |  |
|  | |  |  |  |  |  |  |  |  |  |  |  |  |  |  |  |
|  | Sebastián José de Peñalver y Peñalver, iv marqués de Casa Peñalver                                          |  |  |  |  |  |  |  |  |  |  |  |  |  |  |  |
|  | |  |  |  |  |  |  |  |  |  |  |  |  |  |  |  |
|  | |  |  |  |  |  |  |  |  |  |  |  |  |  |  |  |
|  | María de los Desamparados de Peñalver y Cárdenas, v marquesa de Casa Peñalver                               |  |  |  |  |  |  |  |  |  |  |  |  |  |  |  |
|  | |  |  |  |  |  |  |  |  |  |  |  |  |  |  |  |
|  | |  |  |  |  |  |  |  |  |  |  |  |  |  |  |  |
|  | María Josefa de Cárdenas y Armenteros                                                                       |  |  |  |  |  |  |  |  |  |  |  |  |  |  |  |
|  | |  |  |  |  |  |  |  |  |  |  |  |  |  |  |  |
|  | |  |  |  |  |  |  |  |  |  |  |  |  |  |  |  |

| Predecesor: Esther Romero de Juseu y Moreno      | Marquesa de Cárdenas de Montehermoso 2023-Actual | Sucesor: En el cargo              |
| Predecesor: Esther Romero de Juseu y Armenteros  | Marquesa de Casa Peñalver 1969-2019              | Sucesor: Esther Alcocer Koplowitz |
| Predecesor: Enrique Romero de Juseu y Armenteros | Marquesa de Campo Florido 1984-2003              | Sucesor: Alicia Alcocer Koplowitz |
| Predecesor: María de los Dolores Bassave         | Condesa de Peñalver 1988-2006                    | Sucesor: Carmen Alcocer Koplowitz |
| Predecesor: Marta Chávarri                       | Marquesa consorte de Cubas 2003-2009             | Sucesor: Isabelle Junot           |